# Hansken

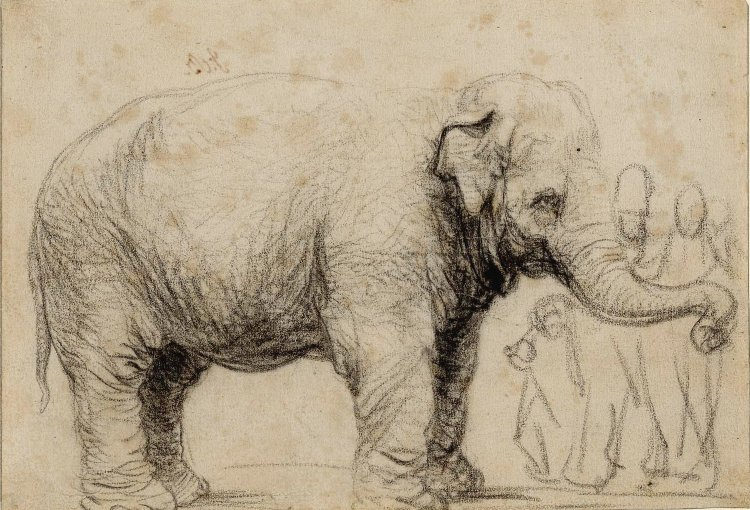
Rembrandt van Rijn: Hansken, schets

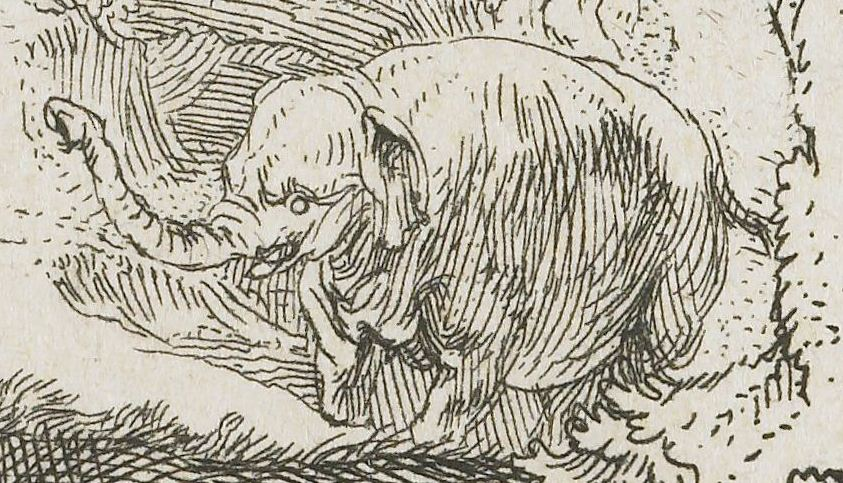
Rembrandt van Rijn: Hansken, detail op ets Adam en Eva (1638), Rijksmuseum.

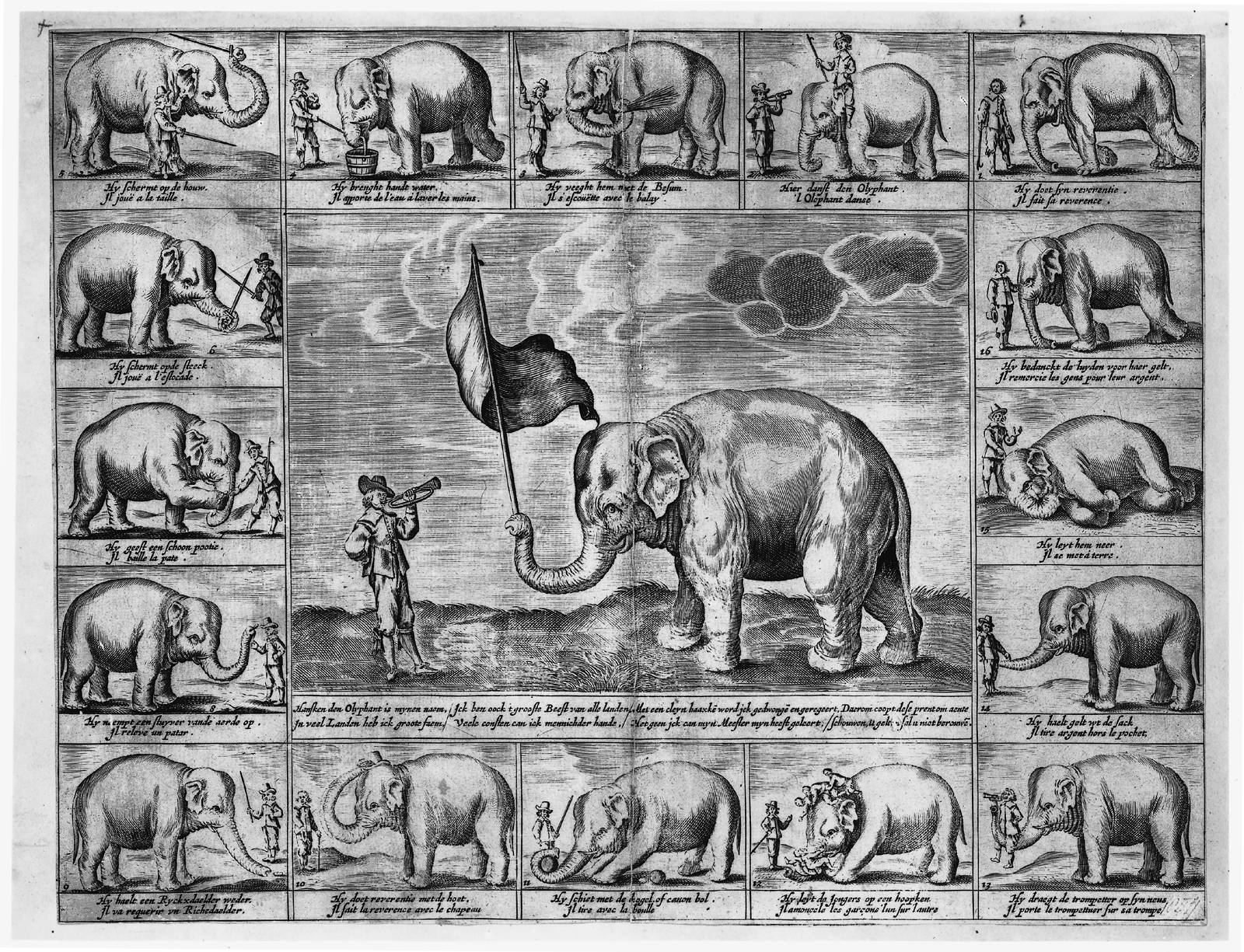
Anoniem: Kunstjes van de olifant Hansken, kopergravure. Omstreeks 1650.

Hansken (Ceylon 1630 – Florence, 9 november 1655) was een olifant die in de 17e eeuw in Europa rondreisde en zo een beroemdheid werd. Ze werd tijdens haar leven door diverse kunstenaars vastgelegd, waaronder Rembrandt van Rijn en Stefano della Bella. 
Hansken werd rond 1630 in Ceylon geboren en in 1632 naar Holland verscheept door de VOC vanuit Batavia. Ze werd cadeau gedaan aan de stadhouder Frederik Hendrik van Oranje, die om enkele exotische dieren had verzocht. De eerste poging om een olifant naar de stadhouder te zenden was mislukt. Dit schip verging toen er brand uitbrak aan boord. In 1633 kwam Hansken aan, tegelijkertijd met onder andere een luipaard en een hert.

## Tour door Europa
Nadat Hansken in Amsterdam was aangekomen, werd ze tentoongesteld aan het publiek voor geld. De opbrengst kwam ten goede aan de armen. Uit de aantekeningen van Ernst Brinck bleek dat het een vrouwtje was, en dat ze geen slagtanden had. Later werd ze overgebracht naar het paleis van de stadhouder Huis ter Nieuburch te Rijswijk. Ook hier moesten bezoekers betalen om Hansken te mogen zien; de opbrengst ging naar diaconieën in de buurt. In 1636 deed de stadhouder Hansken cadeau aan zijn neef Johan Maurits. Die verkocht de olifant voor een bedrag van 8000 gulden. 
Hierna werd Hansken nog een keer doorverkocht voor een hoger bedrag aan een nieuwe eigenaar, Cornelis Jacobsz. Groenevelt, die met haar rondtrok langs kermissen en steden. Zo was ze in 1638 in Hamburg te zien, in 1639 in Gdańsk, deed ze in 1640 Kopenhagen aan en dook in 1641 in Groningen op. Ze zou met haar begeleider de jaren daarna nog diverse malen in de Nederlanden te zien zijn. Hansken kon diverse kunstjes, zoals het afvuren van een pistool, het optillen van haar voorste poten, het maken van een buiging, het zwaaien met een sabel en het afnemen van een hoed. De populairste waren de kunstjes waarbij het publiek betrokken werd. Zo kon Hansken een vermeende dief in het publiek aanwijzen en ontmaskeren. Een truc die wordt beschreven in het werk De Betoverde Wereld van Balthasar Bekker als een voorbeeld waarbij de goedgelovigheid van mensen kan worden bespeeld. Ook komt deze anekdote voor in een gedicht van Joost van den Vondel.
Via Zwitserland reisde Hansken met haar begeleider naar Italië waar ze in 1654 aankwamen. Op 9 november 1655 overleed Hansken te Florence. Ze was toen 25 jaar oud. Waarschijnlijk is ze aan een infectieziekte overleden. Haar lichaam werd vastgelegd door Stefano della Bella. Ferdinando II de' Medici kocht de dode olifant voor zijn museum. Het skelet wordt bewaard in Museo della Specola, Florence.

## Hanskenbank

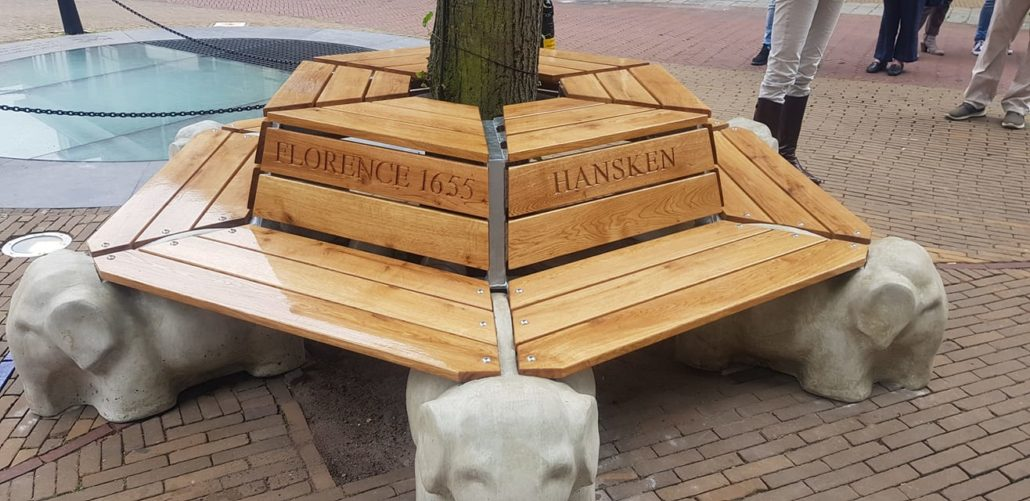
Hanskenbank in Rijswijk, ontworpen door Elisabeth Rijkels-Visser.

Ter nagedachtenis aan Hansken werd in Rijswijk op het plein voor de Oude Kerk een zeskantige straatbank, de Hanskenbank, rond de stam van de daar staande boom geplaatst met op de rugleuningen de inscripties: Hansken / Ceylon 1630 / Rijswijk / 1634-1636 / Rembrandt / Florence 1655. Het ontwerp is van kunstenares Elisabeth Rijkels-Visser en het monument werd op 25 juni 2021 onthuld.

## Zie ook

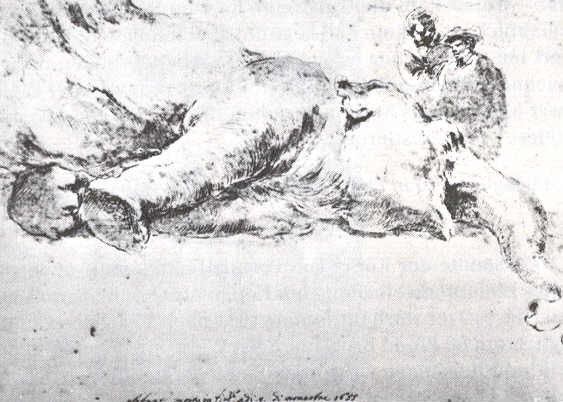
Stefano della Bella: Hansken na haar dood (1655). Tekening.